# Radiant Silvergun
Radiant Silvergun (レイディアントシルバーガン?, Reidianto Shirubāgan) è un videogioco arcade sparatutto a scorrimento sviluppato e pubblicato da Treasure nel 1998. Ambientato in un lontano futuro, ha per protagonisti dei piloti che hanno la missione di sconfiggere un oggetto a forma di ottaedro, risvegliatosi dopo essere stato dissotterrato durante uno scavo sulla Terra, e le orde di nemici da esso evocate. Il giocatore ha sei tipi diversi di proiettili, nonché una spada per distruggere i bersagli più vicini. I livelli sono disegnati proprio per accogliere differenti metodologie di approccio, a seconda dell'arma scelta.
Il titolo fu il primo arcade della Treasure, all'epoca nota principalmente per lo sviluppo di giochi d'azione e platform per console domestiche: malgrado le preoccupazioni sulla fattibilità finanziaria di un prodotto da sala giochi e del genere shoot 'em up, la software house avvertiva di avere un progetto interessante e potenzialmente buono e così decise di portarlo avanti. Lo staff, con a capo Hiroshi Iuchi, co-fondatore dell'azienda, era costituito da dieci persone e programmò l'opera per la scheda arcade ST-V, avendo cura di mantenere un'architettura simile per la versione per Sega Saturn. Verso la fine della fase di sviluppo, Iuchi reclutò giocatori professionisti e con record nazionali negli sparatutto per testare il gioco.
Radiant Silvergun uscì per la prima volta nelle sale giochi giapponesi nel maggio 1998 e due mesi dopo fu portato su Sega Saturn, la cui edizione presentava due filmati anime, uno introduttivo e uno conclusivo, realizzati dallo studio Gonzo. Il presidente della Treasure Masato Maegawa si recò di persona in alcune sale per valutare la reazione dei giocatori. Nonostante la sua esclusività sul suolo nipponico, il videogioco attirò comunque l'interesse dei critici occidentali, che lo accolsero in maniera entusiasta: lodarono soprattutto il suo complesso e innovativo sistema di punteggio, basato sulle catene dei colori giallo, arancione e blu e particolarmente apprezzato dagli appassionati del genere. I giornalisti convennero che il lavoro rilanciò il genere degli shoot 'em up, ridimensionato in seguito alla crescente popolarità dei picchiaduro negli anni novanta, e cementificò la reputazione della software house nella produzione di giochi originali e con un ispirato level design. In retrospettiva, è considerato uno dei migliori titoli sia del suo genere sia del Sega Saturn di tutti i tempi. Nonostante il grande successo e sebbene Ikaruga del 2001 sia visto come il suo seguito spirituale, Radiant Silvergun non ebbe mai un sequel e venne per la prima volta distribuito in tutto il mondo soltanto nel 2011, su Xbox 360.

## Trama
La vicenda di Radiant Silvergun viene narrata in modo non lineare tramite sequenze in stile anime, che nella versione arcade sono solo dei fermo immagine con dialoghi sovrimpressi, e da un file Microsoft Word intitolato "scenario.doc", contenuto nel CD-ROM dell'edizione per Sega Saturn e che rappresenta la sceneggiatura ultimata da Iuchi. Il 14 luglio 2520, l'incrociatore spaziale Tetra, in orbita attorno alla Terra, riceve una chiamata da Igorashi, Segretario alla Difesa e padre di uno dei membri dell'equipaggio, Guy. Questi, assieme al capitano Tengai, Baster, Reana e Creator, un piccolo robot umanoide, è informato del ritrovamento, in un'area di scavo preistorico, di uno strano oggetto simile a un ottaedro, accanto a cui è stato rinvenuto anche un androide non funzionante in tutto e per tutto rassomigliante a Creator, del quale condivide lo stesso numero di serie, 00104.
Mentre alcuni ricercatori lo studiano, l'ottaedro si illumina e irradia un'accecante energia. Risuonata in seguito un'esplosione, Igorashi, che è nel quartier generale militare, sente suonare l'allarme; i radar segnalano prima uno e poi una moltitudine di oggetti volanti non identificati dirigersi verso l'edificio, facendo scattare il massimo stato di emergenza. A bordo della Tetra, l'equipaggio si preoccupa e nota che la Terra viene ricoperta da un'intensa luce bianca e poi scompare.
Il 13 luglio dell'anno dopo, il Tetra esaurisce il carburante, circostanza che costringe Baster, Reana e Guy a recarsi nella zona dove si trovano i detriti terrestri. Il gruppo inizia così le operazioni di discesa, ciascuno a bordo di un nuovo prototipo di astronave da combattimento, il Silvergun. Essi si imbattono in un luogo pericoloso, in cui devono affrontare diversi nemici. Combattono e sconfiggono un boss, una macchina denominata "UE2A-GAL", dai cui esce l'ottaedro.
Da questo evento parte un lungo flashback: la storia è di nuovo ambientata nel 2520, poco prima della distruzione della Terra. Baster, Reana e Guy cercano di salvare il quartier generale militare, ma Igorashi ordina loro di ritirarsi sul Tetra, lasciando il destino dell'universo nelle loro mani. Il racconto ritorna al tempo presente, mostrando i tre piloti tentare di comprendere ciò che l'oggetto sta loro comunicando. La sua lingua è incomprensibile e Creator traduce per loro dicendo che devono andare al quartier generale se vogliono saperne di più. Durante il viaggio affrontano numerosi altri avversari e si accorgono che l'ottaedro emette sempre più energia, fino a che non genera un cannone laser che tenta di disintegrare il Tetra. Guy cerca di fermarlo, ma perde la vita.
Il Tetra viene distrutto e porta con sé il capitano Tengai, mentre Baster e Reana si salvano. Disperati e scoraggiati, questi ultimi due ingaggiano una dura battaglia contro l'ottaedro, il quale, trasformatosi in un gigante umanoide di nome Xyga, spiega loro che, poiché la natura dell'uomo è la distruzione, ha deciso di provocare l'apocalisse. Dopo essere stato sconfitto, trasporta i due piloti nell'anno 100000 a.C. e dà avvio a un secondo scontro in cui sprigiona il suo vero potere, provocando una gigantesca esplosione dalla quale Baster e Reana cercano invano di fuggire. Nascostosi in una struttura sotterranea, Creator è dunque l'unico a sopravvivere.
Venti anni dopo questi eventi, in un mondo in cui ormai ogni città è distrutta e non c'è più traccia dell'homo sapiens, Creator, arrugginito e malandato, comincia a lavorare alla clonazione di Buster e Reana, grazie al DNA estratto dalle loro ciocche di capelli che aveva raccolto prima che scomparissero. Lo strano oggetto, esaurita tutta la sua potenza durante la battaglia contro i Silvergun, giace inattivo. Il robot spiega che esso è il guardiano della Terra e che ha il compito di vegliare sui suoi abitanti e sul loro modo di vivere: se reputa che la vita si stia deteriorando troppo, distrugge il pianeta e poi lo ricrea da zero. L'obiettivo dell'androide invece è garantire che l'umanità sopravviva attraverso i cloni; non appena le copie dei piloti si risvegliano, esso cessa di funzionare e crolla al suolo, rompendosi. L'intera storia è quindi destinata a ripetersi, in un loop.

## Modalità di gioco

Una sequenza del gioco, in cui il Silvergun (in basso a destra) affronta uno dei boss del livello Reminiscence, il flashback: la vita del nemico è la linea verde sopra l'indicatore dei crediti

### Generalità
Radiant Silvergun è uno sparatutto a scorrimento verticale, in cui il giocatore controlla l'astronave da guerra Silvergun e deve distruggere numerosi nemici. Tutte le navi degli avversari comuni e gli ambienti sono realizzati in 2D, mentre gli effetti grafici e i boss sono in computer grafica 3D.
Fin dall'inizio della partita, il Silvergun ha un ampio arsenale, con tre armi principali: "Vulcan", una mitragliatrice standard anteriore; "Homing", dei proiettili a ricerca che infliggono un danno minimo; e "Spread", cannoni a diffusione e a elevato angolo di tiro che sparano due potenti raggi laser esplosivi. Combinando tra loro questi colpi, si ottengono altre tre armi speciali: "Homing Plasma", due fucili dalla mira a lungo raggio che fulminano i nemici, "Black Wide", una nuova mitragliatrice standard posteriore e "Homing Spread", un sistema di mira a distanza ravvicinata. La nave è anche dotata di una spada, la "Radiant Sword", che può essere fatta oscillare così da far esplodere i nemici che si trovano nelle immediate vicinanze: inoltre, assorbendo dei particolari proiettili di colore rosa, essa può potenziarsi per creare uno speciale attacco e uno scudo protettivo, che persiste per alcuni secondi. I livelli si susseguono senza soluzione di continuità e sono composti da varie fasi indicate con la formula "n. del livello + lettera dell'alfabeto"; in più non sono presenti power-up da collezionare, cosicché il giocatore è costretto a pianificare la giusta strategia da permettergli di progredire, scegliendo, a seconda della situazione, lo strumento offensivo adatto. Di fatto è con il punteggio e l'avanzamento che aumenta la potenza distruttiva dei proiettili. L'arma stessa «accumulerà esperienza potenziandosi con l'uso», seguendo lo stesso meccanismo usato dagli RPG.

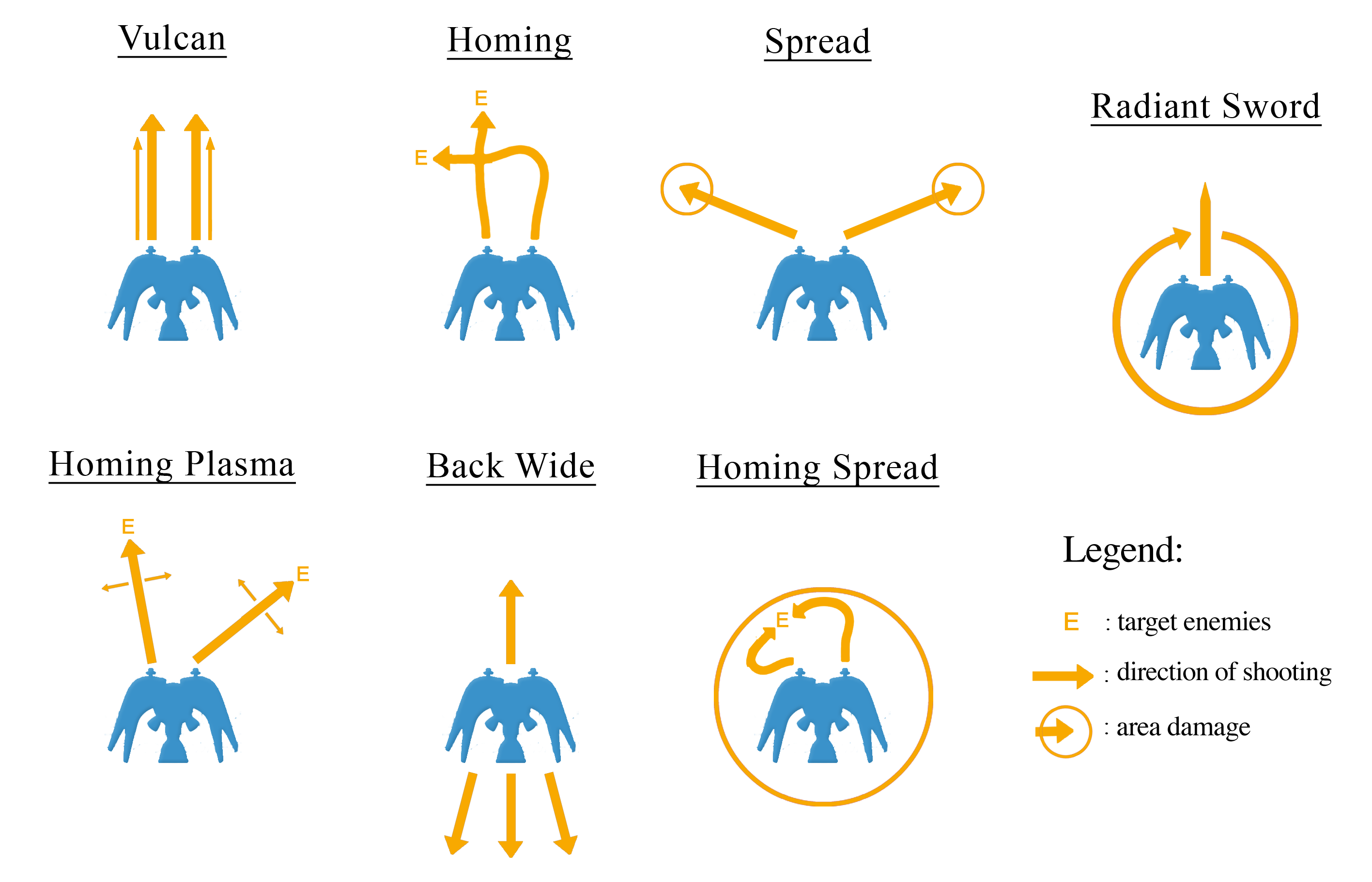
Grafico che illustra le varie tipologie d'attacco che il giocatore può sfruttare con il Silvergun

Ogni fase di un livello termina con un boss, costituito solitamente da varie parti che possono essere annientate una per volta. Questa tipologia di avversari offre schemi di attacco vari e dinamici, dove ogni assalto è una sorta di mini-gioco a sé stante, in cui le gittate di fuoco sono talmente fitte da occupare la maggior parte dello schermo, dando al Silvergun poca libertà di manovra. Trascorso un certo lasso di tempo, i boss, se non vengono sconfitti dal giocatore, si autodistruggono.

### Lechaincolorate e i vari metodi per il punteggio
Il videogioco offre un modo nuovo per accumulare punti; distruggere semplicemente quanti più nemici possibile non è in questo senso funzionale, per cui vanno applicate strategie e metodi differenti. Sfruttare efficacemente queste possibilità richiede allenamento e sperimentazione.
Il sistema di combo creato da Treasure, chiamato "chain", è ispirato ai puzzle game; è basato sui colori e aggiunge un'ulteriore dimensione tattica al titolo. Ogni astronave avversaria ha un colore assegnato differente: blu, rosso o arancione/giallo. Il principio di una chain consiste nel distruggere in successione tre nemici dello stesso colore, al fine di guadagnare un numero sempre più elevato di punti. Se si annientano sequenzialmente uno o più bersagli rossi, seguiti da uno arancione/giallo o da uno blu, si ottiene una catena segreta da 10000 punti. Questa combo può essere ulteriormente accresciuta sparando successivamente a tre astronavi arancioni/gialle, fino ad arrivare alla chain massima, la quale permette di avere 100000 punti ogni volta che si annienta una catena di tre avversari monocolore. Mantenere una catena dà poi maggiore potenza alle armi del Silvergun e alla loro efficienza distruttiva. Essa si spezza se si perde una vita, si completa il livello o si spara a un nemico di colore diverso. Insomma, per il giocatore evitare alcuni nemici spesso si rivela una scelta saggia: egli non deve quindi pensare solo a come evolvere, ma anche a quali navi abbattere.
V'è pure un altro sistema, inventato da Hiroshi Iuchi, detto "Scratch", che consiste nell'ottenere punti aggiuntivi sfiorando un proiettile, un nemico, un laser o un muro. Gli unici bonus effettivi presenti sono i "Merry Dog", dei cani nascosti nei livelli che si possono trovare solo con l'Homing Spread che, oltre a far aumentare il punteggio, sbloccano delle funzionalità segrete nel menù. Pure l'uso di un'arma, rispettando determinate condizioni, fa guadagnare 10000 punti: ad esempio, qualora il giocatore esegua 200 colpi consecutivi con il Vulcan. Infine i boss offrono combo e possibilità di ottimizzazione: se uno di essi viene sconfitto eliminando una ad una tutte le sue componenti, si ricevono 100000 punti.

## Versione per Xbox 360
A seguito della ripubblicazione di Ikaruga, gli appassionati cominciarono a chiedere a Treasure come mai Radiant Silvergun non fosse stato a sua volta ridistribuito; l'azienda allora cominciò a lavorare a un porting del titolo. Sulle prime, il solo a progettarlo fu Katsuhiro Sanjo, ma poi fu seguito da altri assistenti e lo sviluppo durò complessivamente due anni e mezzo, perché portare il gioco su Xbox 360 si era rivelato più difficile del previsto, soprattutto nel ricreare alcuni degli sfondi e degli effetti speciali del Saturn. La riedizione ultimata offriva cooperatività online e offline, classifiche, replay scaricabili e un'opzione per giocare con una grafica aggiornata e con un sistema di punteggio basato su quello di Ikaruga. Il 14 settembre 2011, dopo un annuncio fatto da Microsoft l'anno prima, divenne disponibile anche su Xbox Live Arcade. Il 13 settembre 2022 venne portata anche su Nintendo Switch; in Nord America venne ritirata dai negozi online per circa sei giorni immediatamente dopo la data d'uscita, a causa di un cambiamento nella classificazione dei contenuti di gioco.

## Colonna sonora

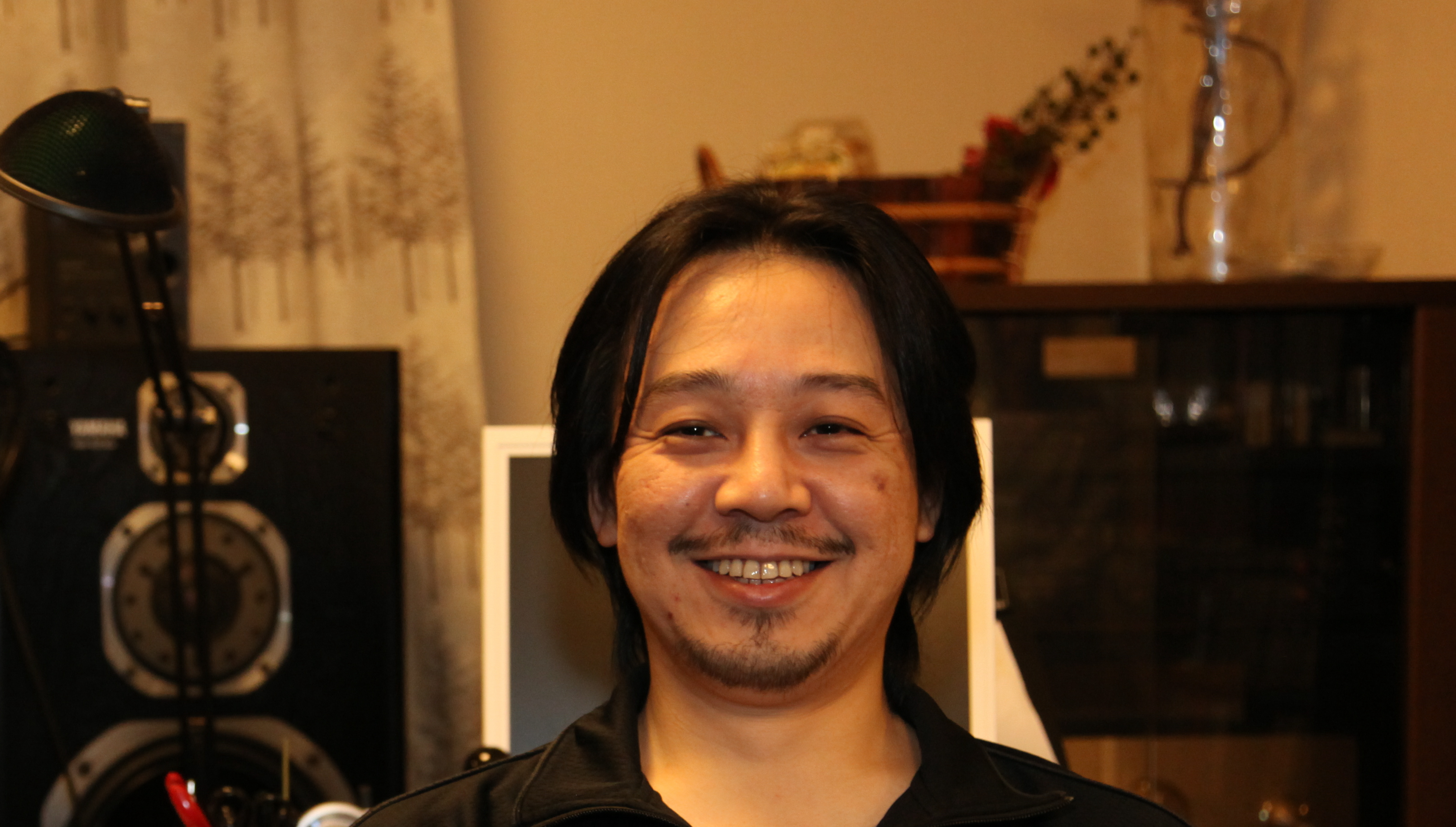
Hitoshi Sakimoto (qui nel 2010), il compositore della colonna sonora

Hitoshi Sakimoto compose la colonna sonora di Radiant Silvergun, alla sua prima collaborazione con Treasure e Iuchi, bissata nel 2004 con Gradius V. Il suo metodo di lavoro consisteva in una fase preliminare di raccolta di dati e immagini del titolo, a cui seguiva una fase di discussione con gli incaricati che dovevano immaginare la struttura e la melodia dei suoi pezzi. La collaborazione con il game director andò molto bene, tanto che ammise di aver avuto l'impressione di condividere la sua stessa visione.
Sakimoto creò delle tracce orchestrali veloci e «groovy», perfette per gli sparatutto a scorrimento. Musicalmente, non c'è differenza tra la versione arcade e quella per il Saturn, se non per alcuni brani inediti presenti in quest'ultima edizione, ascoltabili nella sezione "Sound Test" del menù:
Un album, intitolato Radiant Silvergun Soundtrack + (レイディアント シルバーガン SOUNDTRACK+?), venne pubblicato esclusivamente in Giappone il 7 agosto 1998 dall'etichetta FUTURELAND, per Toshiba EMI Limited, seguendo un precedente EP promozionale della Treasure del 23 luglio, con versioni alternative di alcune composizioni presenti nel Sega Saturn o non usate. L'album uscì solo in formato compact disc, con ventisei tracce; la casa discografica inglese Data Discs si occupò di ristamparlo in vinile colorato nel 2019.

## Sviluppo

### Antefatti
Fin dalla sua fondazione, la Treasure aveva sviluppato esclusivamente giochi d'azione o a piattaforme per console quali il Sega Mega Drive e il Nintendo 64, come Gunstar Heroes (1993), Alien Soldier (1995) e Silhouette Mirage (1997). Aveva da sempre rifiutato le ripetute proposte da parte dello staff di Sega di realizzare un titolo arcade, in quanto il presidente Masato Maegawa era preoccupato che il business dei cabinati, all'epoca nel bel mezzo di una crisi, sarebbe stato troppo rischioso dal punto di vista commerciale e poi che i frequentatori delle sale giochi non avrebbero apprezzato lo sforzo che la software house normalmente metteva in ogni suo prodotto. Eppure, il team di Treasure da tempo desiderava creare un gioco in stile sparatutto a scorrimento arcade in 2D: la maggior parte dei membri infatti, essendo cresciuti durante l'epoca d'oro del genere, amava quella tipologia videoludica, mentre dall'altro lato aveva scelto la carriera nell'ambito della produzione di titoli per console dopo che i picchiaduro avevano cominciato a primeggiare nel mondo dei cabinati. Il game director Hiroshi Iuchi era da sempre particolarmente interessato all'idea di un gioco arcade, così come tutta la squadra di programmatori, ansiosi di mettersi al lavoro. Tuttavia, Maegawa credeva che gli shoot 'em up stessero affrontando una fase di declino e che si trattasse di una mossa troppo azzardata, la quale avrebbe reso scarsamente appetibile il prodotto una volta messo in commercio. Iuchi stesso, tra l'altro, temeva che non ci sarebbe stato posto per un'opera bidimensionale nel mondo delle sale giochi che stava sempre più accogliendo grandi cabinati specializzati in grafica 3D. Nonostante avessero queste remore, alla fine entrambi si convinsero ad andare avanti nel progetto, perché «questa volta avevamo un buon gioco che volevamo produrre e un'opportunità per farlo».
Iuchi riteneva che gli sviluppatori di giochi arcade dell'epoca non si stessero innovando e che si limitassero solo a rimaneggiare alcune vecchie idee. A titolo di esempio, diceva che i titoli sparatutto a scorrimento a lui contemporanei erano comunemente nello stile di quelli creati da Toaplan, ma ricordava che in passato aziende quali Konami e Irem avevano modi del tutto peculiari di curare quei prodotti; per questo motivo, egli cominciò subito a progettare un gioco che avesse delle caratteristiche non riconducibili a quelle delle produzioni Toaplan. Poi voleva che la sua opera offrisse cinque livelli di difficoltà progressivi, da «very easy» a «very hard», cosicché rappresentasse una sfida anche per i giocatori più esperti: a seconda della modalità, i nemici potevano essere in numero maggiore, più veloci e potevano sparare più colpi e i boss potevano avere un diverso schema d'attacco. Maegawa raccontò che la Treasure aveva ideato il design di Radiant Silvergun molto tempo addietro, cosicché non risultò influenzato da nessun altro videogioco del periodo. Inoltre Iuchi aveva l'obiettivo di creare un classico sparatutto a scorrimento, facendo però al contempo in modo da renderlo unico; anche lui non ebbe alcuna ispirazione esterna da altri media:
(Hiroshi Iuchi)
L'unica eccezione era rappresentata da Image Fight, pubblicato nel 1988 da Irem, che adorava e menzionava sempre. Il team di Treasure desiderava che Radiant Silvergun fosse destinato anche alle console domestiche: riuscirono dunque ad accordarsi affinché venisse prima distribuito nelle sale giochi come una sorta di «versione di prova», poiché uno sparatutto esclusivo per una console poteva essere difficile da vendere.
Il piano, come spiegato da Iuchi, era semplice:
Maegawa riteneva che sarebbe stato meglio tenere separate le sezioni di sviluppo delle due versioni, in quanto le sale giochi e le console erano troppo diverse. Il game director affermava che se la squadra di programmatori non avesse avuto successo con il porting del titolo, il genere degli shoot 'em up in 2D sarebbe presto morto.

### Produzione
L'opera venne messa in cantiere nel 1997 e la lavorazione procedette senza intoppi; questo contrariamente a quanto spesso avveniva con i progetti passati, in cui venivano scartate molte idee e gli autori erano costretti a ricominciare da capo. Di fatto venne abbandonato, dei vari concept originali, soltanto quello inerente agli sprite del giocatore, che inizialmente sarebbero dovuti essere degli esseri umani in grado di volare senza veicoli e che tenevano pistole d'argento in entrambe le mani; da ciò derivò il titolo "Radiant Silvergun", poi rimasto: a tal proposito, alcuni membri dello staff pensavano fosse difficile da ricordare, ma Iuchi credeva che se fosse stato difficile da ricordare, sarebbe stato difficile anche da dimenticare.
Il team era costituito da sole dieci persone, tra cui tre programmatori (Hideyuki Suganami, Atsutomo Nakagawa e Fukuryuu), quattro artisti grafici (Makoto Ogino, Naoki Kitagawa, Yasushi Suzuki e Tetsuhiko Kikuchi) e un progettista del suono (Satoshi Murata). Venne scelta la scheda grafica arcade del Sega ST-V per programmare il gioco perché Treasure aveva normalmente sviluppato titoli per Sega ed era simile a quella del Sega Saturn, su cui si stava pianificando il porting. Inoltre lo staff conosceva bene l'hardware della console, avendo realizzato opere che erano sue esclusive (come Guardian Heroes del 1996 o Silhoulette Mirage del 1997), quindi credeva che sarebbe stato più facile questa volta lavorarci e che avrebbe addirittura potuto utilizzare al massimo la sua potenza. Il Saturn aveva infatti il vantaggio di possedere le migliori capacità grafiche 2D sul mercato, che, se ben adoperate e potenziate, potevano fornire buoni risultati, tali da sopperire ai numerosi difetti sul fronte 3D rispetto alla PlayStation. Non vennero usati hardware costosi, bensì computer convenzionali; furono infine sfruttati il programma LightWave per gli oggetti 3D e un freeware scaricato da Internet per realizzare gli elementi 2D.
Iuchi non incluse alcun power-up in Radiant Silvergun in quanto reputava i bonus come un fattore distraente, che spesso portavano il giocatore, già messo in difficoltà a gestire le armi, a morire per cercare di ottenerli: è per questo motivo che decise di far sì che gli armamenti fossero già tutti presenti all'inizio della partita e sempre disponibili con una combinazione di tasti (evitando così di selezionarli con un pulsante, scorrendoli uno per volta) e che gli eventuali potenziamenti arrivassero con il progredire dei livelli. Per andare incontro a un più ampio pubblico, i proiettili nemici vennero rallentati.
Durante la fine della fase di sviluppo, Maegawa volle testare il videogioco per il debug, ma non riuscì a finirlo perché era troppo difficile e così decise di chiamare alcuni campioni di arcade che detenevano record nazionali affinché lo testassero loro.
Treasure contattò l'azienda Gonzo (con cui aveva precedentemente collaborato per Silhouette Mirage) per creare delle sequenze animate che raccontassero la storia: queste non vennero incluse nell'edizione arcade, perché, a detta di Maegawa, per i giocatori avrebbero rappresentato una perdita di tempo; Iuchi si disse contento di poter lavorare con lo studio d'animazione. Il character design venne affidato a Tetsuhiko Kikuchi, storico membro della software house che aveva già svolto una tale mansione per Gunstar Heroes, mentre la regia venne curata da Seiji Mizushima; Mahiro Maeda, noto per il suo lavoro in Neon Genesis Evangelion, pensò agli storyboard e Hiromasa Ogura, collaboratore abituale di Mamoru Oshii, fu il direttore artistico; infine furono assunti Atsushi Hasebe e Takashi Tomioka come direttori dell'animazione e Yota Tsuruoka come sound designer.

## Doppiaggio
In fase di doppiaggio, vennero registrate anche delle piccole linee di dialogo che venivano dette dai personaggi durante la partita. Il cast comprende:
| Personaggio         | Doppiatore originale       |
| ------------------- | -------------------------- |
| Baster              | Ken'yū Horiuchi            |
| Reana               | Tomoko Kawakami            |
| Guy                 | Nobutoshi Canna            |
| Creator             | Yō Kitazawa                |
| Tengai              | Takeshi Watabe             |
| Segretario Igarashi | Yōsuke Akimoto             |
| Studente A          | Ken'ichi Sakaguchi         |
| Studente B          | Takehiro Murozono          |
| Operatore 1         | Mahiru Kondo               |
| Operatore 2         | Takako Honda Fumihiko Goto |

## Accoglienza
| Testata                          | Versione | Giudizio |
| -------------------------------- | -------- | -------- |
| Metacritic (media al 30-08-2021) | Xbox 360 | 86%      |
| Arcade                           | Saturn   | 5/5      |
| Computer and Video Games         | Saturn   | 5/5      |
| Edge                             | Saturn   | 8/10     |
| GameSpot                         | Saturn   | 9/10     |
| Joypad                           | Saturn   | 8/10     |
| Sega Saturn Magazine (JPN)       | Saturn   | 8/10     |
| Sega Saturn Magazine (UK)        | Saturn   | 95%      |
| Everyeye.it                      | Xbox 360 | 9/10     |

Radiant Silvergun uscì sul suolo nipponico nel maggio 1998. Essendo il loro primo titolo arcade e avendo realizzato un'opera «così diversa da tutti gli altri shooting game», i membri del team di sviluppo erano molto ansiosi di sapere come sarebbe stato recepito; Maegawa in persona decise di recarsi in alcune sale giochi e vedere la reazione dei giocatori, presentandosi come capo della Treasure:
La versione per Sega Saturn venne pubblicata da ESP il 23 luglio, venendone prodotte inizialmente 35000 unità: si rivelò però un successo tale che vendette oltre 50000 copie. Quello stesso mese, la rivista Game Machine riportò che il titolo era il quinto arcade più popolare del momento.
Il porting dell'opera venne accolto in maniera entusiasta dalla critica e da alcuni giornalisti venne considerato uno dei migliori sparatutto a scorrimento di sempre. L'opinione generale era quella che Treasure avesse con successo rianimato e ridefinito il genere shoot 'em up dopo un periodo di stagnazione sulla scia dell'avvento dei picchiaduro durante l'era a 16 bit. In primis, vennero lodate l'estetica, l'atmosfera e l'universo accattivante del gioco: lo staff del periodico Edge scrisse che il titolo era «probabilmente la migliore vetrina tecnica che il Saturn abbia mai ospitato», elogiandone gli sfondi di parallasse, gli effetti di distorsione in stile Mode 7 e l'uso di poligoni 3D per creare boss fantasiosi e affermando che fosse un tentativo riuscito di spingere al limite le capacità grafiche della console, ergo «una meraviglia da vedere». Anche Gary Cutlack di Sega Saturn Magazine notò l'impressionante stile grafico, evidenziando il grande mix di grafica 2D e 3D, e Computer and Video Games affermò che surclassasse quello della PlayStation o del Nintendo 64. Robin Alway di Arcade lo definì uno sparatutto a scorrimento «splendido» e «sensazionale» con esplosioni ed effetti visivi spettacolari. Joypad scrisse che «è il miglior sparatutto [per console] a 32 bit» grazie alla sua «originalità e [il suo] fantastico risultato», citando soprattutto gli sfondi e i particolari decorativi.
I critici elogiarono anche il gameplay e, più in generale, evidenziarono la sua rigiocabilità grazie alla complessità del suo sistema di punteggio e ai bonus nascosti. Alway lo definì «il tipo di magnetismo da gioco da ripetere che in primo luogo ti fa chiedere perché gli sparatutto a scorrimento in 2D siano caduti in disgrazia» e Cutlack affermò che esistevano RPG meno profondi di Radiant Silvergun. Edge, sottolineando come l'impegno di Treasure nei confronti dei principi di gioco "old school" avesse dato i suoi frutti, apprezzò il fascino hardcore del titolo e la funzionalità delle armi, concordando con Sega Saturn Magazine sul fatto che fosse soddisfacentemente difficile, sebbene lamentandosi che a volte essa sacrificava l'equità per l'eleganza visiva. Player One si congratulò per l'impegno degli sviluppatori di aver integrato diverse armi con un originale sistema di evoluzione, designando il titolo il «migliore shoot 'em up su console» e citando come unico suo difetto l'«estrema difficoltà». James Mielke di GameSpot concluse la sua valutazione in questo modo:
Infine, le musiche di Sakimoto furono un altro elemento acclamato dalla critica: Francesco Dagostino di Everyeye.it giudicò la colonna sonora «ottima» e simile a «quel capolavoro per Playstation che risponde al nome di Final Fantasy Tactics»; anche Alway la considerò eccellente e molto diversa da quella dei classici sparatutto a scorrimento. Mielke, allo stesso modo, scrisse che è «di altissima qualità» e Daemon Hatfield di IGN la reputò «epica» e «fantastica». DigitPress.com sottolineò la bellezza dei temi, che descrisse come «fenomenali».
Alcuni giornalisti furono più negativi nei giudizi legati alla rigidità e complessità del videogioco: Benjamin Turner di 1UP.com affermò che, sebbene fosse eccezionale, non tutti i fan degli sparatutto a scorrimento avrebbero adorato Radiant Silvergun, per via del suo gameplay puntiglioso e della complessità del suo sistema di punti, difficile da ricordare. John Henderson di NTSC-uk.com notò che la sua struttura fosse troppo impegnativa e che spinge il giocatore a operare in un certo modo, col rischio di costringerlo, a lungo termine, a finire semplicemente il titolo senza esplorarne le possibilità.
La versione Xbox 360 ottenne recensioni "generalmente favorevoli" secondo l'aggregatore di valutazioni Metacritic: i critici ne elogiarono soprattutto gli aggiornamenti tecnici e le nuove funzionalità, come l'alta risoluzione e le nuova modalità online, e apprezzarono in generale la riedizione, in quanto dava a un maggior numero di persone l'opportunità di poter giocare a Radiant Silvergun a un prezzo più accessibile di quello raggiunto sul mercato collezionistico e dell'usato. Tuttavia Francesco Dagostino di Everyeye.it scrisse che «L'edizione Live Arcade di Radiant Silvergun [...] delude leggermente per quel che concerne uno degli aspetti per cui ci si sarebbe aspettati una cura maggiore, vista la natura del prodotto. Sebbene la componente multiplayer locale sia mutuata completamente dalla ottima versione Saturn del titolo, l'offerta online lascia un po' a bocca asciutta», in quanto non è possibile salvare la partita in modalità Storia e in più «il netcode a volte presta il fianco a problemi di instabilità generale, tra cui rallentamenti e input lag».

### Innovazioni
Il level design di Radiant Silvergun venne giudicato particolarmente ispirato e innovativo. Spesso descritto come una vetrina tecnologica per il Saturn, il titolo combinava un sistema di gameplay originale e un'estetica che si rivelò funzionante e di successo. Joypad ritenne che «il design del gioco celebra il matrimonio tra astrazione futuristica e dettagli antropomorfi». Alcune sequenze furono definite particolarmente suggestive dalla critica, come la lotta contro GEDO-O, in cui il videogioco abbraccia la grafica elementare di vent'anni prima, con semplici forme wireframe e beep come effetti sonori, o lo scontro finale contro Xiga, un gigantesco umanoide, che al contrario è caratterizzato da un design audace in 3D. Henderson infine disse che l'opera è uno dei pochi giochi sparatutto a scorrimento che potrebbe essere definito epico nella sua struttura e narrazione.

## Influenza culturale
Con il passare del tempo, Radiant Silvergun venne considerato uno degli shoot 'em up migliori di sempre e uno dei più grandi prodotti videoludici per il Sega Saturn. Nel 2007, la rivista Edge gli rese omaggio con un articolo della sua rubrica Flash-Back, in cui ricordò che era «visivamente spettacolare, epico nella sua narrativa e nella sua produzione, ambizioso nell'integrazione di elementi rompicapo ed RPG, estremo nei suoi sistemi di punteggio e combo, completo con i suoi boss e dinamico con un ispirato design [...] rappresenta al meglio ciò che si può ottenere mescolando in modo intelligente più generi, più universi.» Levi Buchanan di IGN lo definì una «pietra miliare nel design degli sparatutto a scorrimento» e nel 2008 il periodico lo collocò al primo posto della classifica dei titoli più belli del genere. Già nel 2005 aveva pubblicato una lista dei giochi preferiti dai lettori (che dovevano sceglierli tra i 31000 presenti nel database), in cui Radiant Silvergun aveva raggiunto la dodicesima posizione. 
La sua pubblicazione limitata al solo arcipelago giapponese non impedì alla comunità videoludica occidentale di ottenerlo tramite il mercato di importazione. Unitamente alla sua bassa tiratura, ciò fece sì che esso divenne presto un costoso e ricercato oggetto da collezione, venduto per almeno 150 $ nel 2011, contro gli iniziali 5800 ¥ (corrispondenti a circa 50 $).
Sebbene il titolo non richiedesse una conoscenza del giapponese per poterlo giocare, tuttavia la sua storia rimaneva poco chiara per i giocatori stranieri. Questo è il motivo per cui alcuni siti di appassionati cominciarono a redigere e diffondere delle traduzioni della sceneggiatura. Fu molto popolare tra i giocatori che volevano raggiungere il punteggio più alto possibile, grazie al suo eccezionale margine di miglioramento. Il record mondiale ufficiale è di 27336540 punti, totalizzato su una versione ST-V e approvato dalla rivista giapponese Monthly Arcadia. La riedizione ultimata offriva cooperatività online e offline, classifiche, replay scaricabili e un'opzione per giocare con una grafica aggiornata e con un sistema di punteggio basato su quello di Ikaruga. Il 14 settembre 2011, dopo un annuncio fatto da Microsoft l'anno prima, l'opera divenne disponibile su Xbox Live Arcade.

### Ikaruga
La Treasure ideò un secondo gioco arcade, uscito poi nel 2001. Hiroshi Iuchi venne nuovamente posto a capo del progetto, momentaneamente chiamato "Project RS2" (ovvero "Project Radiant Silvergun 2"). Alla fine l'opera, rinominata definitivamente "Ikaruga", si rivelò tutta un'altra cosa rispetto a Radiant Silvergun, a cui non risultò legata in alcun modo, se non per alcune funzionalità, come le chain colorate. In realtà le caratteristiche più apprezzate derivarono da Silhouette Mirage; il giocatore deve cambiare costantemente tra due colori, bianco (holy) e nero (dark), per abbattere i nemici dello stesso pigmento: i proiettili dell'astronave nera distruggono facilmente i nemici bianchi ma con più difficoltà quelli neri e viceversa. La novità consisteva nella possibilità di assorbire il fuoco nemico dello stesso colore della nave.
Ikaruga fu successivamente portato su diverse console, come Dreamcast, GameCube, Xbox 360 e PC. Molti appassionati videogiocatori lo considerano la continuazione o il successore naturale di Radiant Silvergun, soprattutto per il nome del progetto originale. Masato Maegawa smentì queste voci: pur comprendendo perfettamente il collegamento creato tra i due titoli infatti, affermò tuttavia che si trattava semplicemente di un prodotto diverso, che offriva diverse innovazioni in termini di gameplay. Joypad notò che «Ikaruga abbandona l'esuberanza e la generosità di Radiant Silvergun, concentrandosi più sull'approccio dei colori piuttosto che sull'enigmistica dei livelli e sulle ondate nemiche».